# Сабзикор
Сабзико́р (тадж. Сабзикор) — село в районе Рудаки Республики Таджикистан. Входит в состав джамоата (сельской общины) Гулистон района Рудаки.
Находится недалеко от г. Душанбе, на расстоянии 21 км от райцентра (пгт. Сомониён) и ок. 1 км от центра общины (село Гулистон).
Население — 2525 чел. (2017).
В 1932 в кишлаке Сабзыкоран джамсовета Гулистан Сталинабадского района проживало 131 человек в 30 хозяйствах (узбеки).